# Колледж Христа (Гилфорд)
Ко́лледж Христа́, (англ. Christ's College) — средняя школа англиканской церкви со статусом академии, расположенная в Гилфорде (Великобритания, графство Суррей). В школе есть старший класс — в Великобритании это последние два года обучения в средней школе (17 и 18 лет).
Ранее колледж назывался «Larch Avenue School», позже он был переименован в школу епископа Рейндорпа, а в 2003 году получила своё текущее название — колледж Христа. Ранее школа с добровольным субсидированием находилась в ведении Совета графства Суррей, а в декабре 2015 года была преобразована в академию. По состоянию на начало 2021 года школа входила в состав фонда Good Shepherd Trust, но вопросы зачисления в школу она продолжала координировать с советом графства Суррей. Колледж Христа по-прежнему находится под руководством Гилфордской епархии.
Основной набор в школу происходит из района, примыкающего к школе, но в ней есть школьники из Уокинга и Эша.

## Новое здание
В 2008 году колледж переехал в новое, специально построенное здание. Старые здания 1970-х годов были снесены, и на их месте были сооружены спортивные площадки для регби. Новое здание позволило школе соответствовать современным требованиям: каждый класс был полностью оборудован смарт-досками и беспроводными технологиями. Новое здание обошлось примерно в 20 миллионов фунтов стерлингов. Оно вошло в шорт-лист премии RIBA Stirling Prize в начале 2010 года и описывалось как «маленький город» с главным атриумом «городской площади».

## Управление по стандартам в сфере образования (Ofsted)
Управление по стандартам в сфере образования (англ. Ofsted) в 2008 году опубликовало отчёт о результатах инспекции в колледже Христа, в котором отмечалось, что в школе на 17 % улучшились показатели математического отделения. В январе 2009 года был открыт новый кампус колледжа Христа, в котором расположился лыжный центр. В июне 2010 года Управление сообщало, что в школе учится 520 учеников.
4 марта 2013 года Управление опубликовало отчёт о проведённой инспекции колледжа, в котором указывалось, что в феврале 2013 в нём насчитывалось 649 учеников, из них 37 — в выпускных классах. Колледж был оценен как «хороший». Эта оценка была улучшена по сравнению с предыдущей «удовлетворительной», а инспекторы были впечатлены успеваемостью учеников, начиная с 7-го класса, а также духом колледжа, который «поощряет обучение». По результатам летних экзаменов ученики получили средний балл, который был одним из лучших в округе. В 2019 году Ofsted оценило колледж как «требующий улучшения» на том основании, что успеваемость учеников снизилась с 2013 года, а «успеваемость учеников из неблагополучных семей и учеников со средним уровнем успеваемости была значительно ниже средней по широкому спектру предметов». Кроме того, проверка показала, что, несмотря на улучшение, посещаемость колледжа учениками была значительно ниже среднего уровня, а ученики своим поведением мешали проведению занятий. Персонал не уделял должного внимания вопросам поведения учеников, и не чувствовал поддержки, когда вносились изменения в школьные процедуры и практику. В отчете также говорится, что «качество преподавания в колледже слишком различается в разных классах» и что «преподавание не приносит ученикам удовлетворительных результатов с различных позиций».

## Система домов
В колледже четыре дома: Остин, Редгрейв, Тернер и Сибли. Каждым домом руководит член команды старших префектов — выпускников и один из сотрудников колледжа. Детям присваивается «дом», когда они начинают учиться в 7-м классе, и обычно они остаются в этом доме до конца школьной жизни. Проводится много междомовых конкурсов, в том числе междомовых театральных представлений в форме Драматического фестиваля, междомовые танцевальные и музыкальные фестивали. В течение всего учебного года проводятся междомовые соревнования по многим видам спорта.

## Старший класс
В колледже Христа до 2012 года были небольшие классы для выпускников. В 2012 году выпускники переехали в новый центр Sixth Form в кампусе колледжа, что позволило увеличить количество мест в выпускных классах. В новом здании есть полностью оборудованные классные комнаты, комнаты для общих семинаров и оборудованные компьютерами кабинеты для занятий студентов.

## Волонтёрство
Колледж занимается благотворительностью, регулярно проводя акции по сбору средств, чтобы помочь благотворительным организациям (как Великобритании, так и международным) получить необходимые им деньги. Деньги, собираемые в «день без школьной формы», часто передаются в различные благотворительные организации, а деньги, собранные на мероприятиях выпускных классов, часто передаются в фонд «Starfish Malawi». Колледж связан с одной из школ в Малави и оказывает ей поддержку, в том числе финансовую.